# Gasterocome macarista
Gasterocome macarista är en fjärilsart som beskrevs av Louis Beethoven Prout 1932. Gasterocome macarista ingår i släktet Gasterocome och familjen mätare. Inga underarter finns listade i Catalogue of Life.